# 蒂姆·罗斯
蒂姆·罗斯（Tim Roth，1961年5月14日—），英國电影演员和导演。最廣為人知的作品卻多是美國片，包括《海上鋼琴師》、《落水狗》、《低俗小说》、《猿人爭霸戰》、《新變形俠醫》及《八恶人》，在1995年憑《赤膽豪情》（Rob Roy）入圍奧斯卡最佳男配角獎。此外，他亦參演了FOX電視連續劇《别对我撒谎》。

## 生平
本名蒂摩西·西蒙·史密斯（Timothy Simon Smith），1961年5月14日出生于伦敦。后因其父亲为了支持猶太人大屠殺的幸存者，同时方便出入對英美非友好的国家，将史密斯改成犹太姓氏羅夫。罗斯的家庭是一个并不富裕的中产阶级家庭，父亲是记者、英共党员，晚年定居于利比亚沙漠；母亲是风景画家兼教师，同时也是一个思想左倾的自由主义者。罗斯曾经很骄傲地说他的父母都很开明，对他起的都是「促进作用」。他的家中还有一个姐姐，幼年父母离异，罗斯与姐姐由母亲抚养。
罗斯童年由于遭受虐待和父母离异，使他彻底毁掉他的童年学业。而后他进了一所惡名遠播的学校，在那里六年。期间迷上朋克, 同时做过学校裡反种族歧视社团负责人, 也吸过毒。16岁以男主角的身份登台演出当时学校的音乐剧《Dracula》。家庭的影响和自身的经历让他一直对社会的变革有近乎狂热的兴趣。首次演出的经历虽然失败, 但表演却深深吸引住他。对他来说，「演出是一樣政治性的東西」（"Acting is a political thing"），因此投身的事业首要不是自我宣泄和慰藉的手段，而是想要改造社会的途径。
大學在坎布维尔艺术学院（Camberwell College of Arts）就讀，学习雕刻，但於18个月後做了「一生中最正确的决定」：辍学去做了一名演员。

### 事業
罗斯没有受过任何专业表演训练，他在酒吧的小剧场里，开始了职业生涯。不排戏的时候，他當推销员來维持生活。某天晚上他骑车回家的路上，在给自行车打气时他受到了注意：那时他正为排演《奥塞罗》中的凯西奥剃成了光头，有人走过来问他是否愿意扮演一个光头党。这部电视电影是亞倫·克拉克（Alan Clarke）的《英國製造》（Made in Britain）。
罗斯以前一直很尊崇克拉克的作品, 尤其是Scum，他提到过雷·溫斯頓（Ray Winstone）是他做演员的动力之一。而交谈之后克拉克对他很满意，决定了他就是那个四处散播暴力和痛苦的男主角的合适人选。《英國製造》描写的是撒切尔夫人执政初期伦敦底层社会的生活，它冷静的写实风格以及克拉克提倡的integrity，日后都深远地影响到了罗斯。
克拉克亦在这部影片结束以后，推荐了罗斯给麥克·李（Mike Leigh）。那时后者正准备筹拍MeanTime，同样是伦敦底层家庭的电视电影：这一切都预示着他将成为一个true class actor。他在MeanTime中的这个角色有一点点发育迟缓，故事围绕着他和他的女朋友、他的哥哥以及好友（加利·奧文扮演）展开，从现有的视频材料看，也许是他最撼动人心的角色。随后他出演了首部大银幕上的电影The Hit，一个刚出道的菜鸟杀手。
到了85年，一切都很顺利。The Hit 让他拿到包括BAFTA在内的一系列的「最有前途新人奖」；那一年，他和女友还有了一个儿子，他目睹了那个小东西的降生，给他取名Jack Earnest，并将J.E.R及他的生日纹在了右臂上。
评论界提到当时的他，把他与丹尼爾·戴-劉易斯及加利·奧文放在一起，所谓的Brit-Pack名单上的中坚，但他们走了不同的路。其他人接拍像样的角色，频繁拿奖的同时，他什么也没有。他顽固地抗拒他认为全是垃圾的商业片，坚持着走独立电影的路线。不过经济衰退时期，当时的英国电影工业也几乎陷入死路，沒有那么多他想拍的东西。
有整整四年的时间，他没有合适的工作，也没有朋友，在赤贫线上生活。88年那一年只有1月份有他的活幹。为了生计，他去了一家超市做工，负责把新进的货摆到货架上，而另一份工作是在电话裡向人搞推销。他和Jack的母亲也在那一年分手，痛苦的情绪开始弥漫，他整天不是喝酒就是睡大觉。
随后，对工作发疯般的渴望驱使着他去了荷兰、法国、捷克、澳大利亚，甚至非洲…最后在阿姆斯特丹睡下水道的时候他被彼得·格林納威（Peter Greenaway）发现并带回英国，在《情慾色香味》（The Cook, the Thief, His Wife & Her Lover）中扮演小偷的手下。
之后是第一部带给他以国际性声誉的电影，与勞勃·阿特曼合作，反映梵高晚年生活的《梵谷與我》（Vincent & Theo）。他对梵高相当熟悉, 因为梵高不仅是他的偶像, 更是父亲的偶像。在此期间，他父亲去世了。父亲遗体火化那一夜, 他向着英国的方向痛哭。不久，他的名字再度与加利·奧文联系到了一起。黑色喜剧《君臣人子小命嗚呼》（Rosencrantz And Guildenstern Are Dead），赢得的是热烈的赞扬。
1991年前后罗斯赴美發展，后结识鬼才导演昆汀·塔伦蒂诺。昆汀原本打算让罗斯扮演《落水狗》中的金先生或粉先生，但是罗斯争取到了橙先生一角。 此片使罗斯开始赢得了美国影迷的注意。1993年和1995年，罗斯和昆汀在《低俗小说》和《四个房间》中又再度合作。
1996年，罗斯还凭借古装片《赤胆豪情》中的反角和在小成本电影《小奥德赛》中的出色表现，分别入围奥斯卡最佳男配角奖和独立精神獎最佳男主角奖。接着，他又在伍迪·艾伦的歌舞片《人人都說我愛你》（Everybody Says I Love You）中一展歌喉。扮演了无数罪犯和边缘人之后，罗斯在1998年的意大利电影《海上钢琴师》中出神入化地塑造了一个不谙世事的钢琴天才，这个角色使他赢得了许多观众的喜爱。
1999年，罗斯晋身导演之林，《戰區》（The War Zone）被著名影评人罗杰·伊伯特评为1999年度"十大佳片"之一。今天的罗斯接拍电影时依旧遵循严肃和艺术的准则，不计报酬和戏份地扑向任何与大师级人物或有才华的初出茅庐者合作的机会，是一位倍受尊敬的独立影人。
2008年，出演了新剧《千謊百計》（Lie to Me），再次延续他善于颠覆自己的戏路，演绎了一个能通过观察表情来洞悉人们心理活动的CAL LIGHTMAN。这部电视剧也为他攒得一定人气。第一季共13集，第二季共22集。

### 私人生活
Tim和身为时尚设计师的妻子Nikki在1993年結婚，他们有两个儿子（長子為27岁的Timothy Hunter Roth，次子Michael Cormac Roth在2022年10月因生殖細胞癌去世，得年25歲）。38岁的长子Jack则在伦敦做了一名演员。

## 演出作品
- 1982年《英国制造》（Made in Britain）
- 《廚師、大盜、他的太太和她的情人》（The Cook, the Thief, His Wife & Her Lover）
- 《梵谷與我》（Vincent & Theo）
- 《君臣人子小命嗚呼》（Rosencrantz And Guildenstern Are Dead）
- 1992年《落水狗》（Reservoir Dogs）
- 1994年《低俗小说》（Pulp Fiction）
- 1995年《赤胆豪情》（Rob Roy）
- 1995年《四个房间》（Four Rooms）
- 1996年《人人都說我愛你》（Everybody Says I Love You）
- 1997年《浪子回頭妙事多》（Gridlock'd）
- 1998年《海上鋼琴師》（Legend of 1900）
- 1999年《戰區》（The War Zone）
- 2001年《猿人爭霸戰》（Planet of the Apes）
- 2003年《叛徒与英雄》（To Kill a King）
- 2004年《美丽国家》（The Beautiful Country）
- 2007年《蓝莓之夜》（My Blueberry Nights）
- 2007年《没有青春的青春》（Youth Without Youth）
- 2007年《处女地》（Virgin Territory）
- 2008年《趣味游戏》（Funny Games）
- 2008年《無敵浩克》（The Incredible Hulk）
- 2009年《史凱力》（Skellig）
- 2009~2011年《謊言終結者》(Lie to Me)：影集
- 2012年《收購風雲》（Arbitrage）
- 2013年《拼貼幸福》（Broken）
- 2014年《为爱璀璨：永远的葛丽丝》（Grace of Monaco）
- 2014年《逐夢大道》（Selma）
- 2015年《命懸六百哩》（600 Miles）
- 2015年《慢性病》（Chronic）
- 2015年《超狂亨利》（Hardcore Henry）
- 2015年《真愛有夠殺》（Mr. Right）
- 2015年《八惡人》（The Hateful Eight）
- 2021年《尚氣與十環傳奇》（Shang-Chi and the Legend of the Ten Rings）
- 2021年《偷天俠盜團》(The Misfits）
- 2022年《律師女浩克》（She-Hulk: Attorney at Law）：影集

## 擔任評審
- 第71屆威尼斯影展評審。